# إدوارد إف. ويلش جونيور
إدوارد إف. ويلش جونيور (بالإنجليزية: Edward F. Welch, Jr.) هو رجل غواصة وضابط أمريكي، ولد في 13 نوفمبر 1924 في بارينغتون في الولايات المتحدة، وتوفي في 2 يناير 2008 في الإسكندرية في الولايات المتحدة.